# Ministero dei trasporti e delle comunicazioni
Il Ministero dei trasporti e delle comunicazioni (LVM, in finlandese: liikenne- ja viestintäministeriö, in svedese: kommunikationsministeriet) è uno dei dodici ministeri che compongono il Governo della Finlandia. Il cosiddetto LVM supervisiona la rete di trasporto e i servizi di telecomunicazioni dalla Finlandia.
LVM aveva un budget per il 2018 di 3362555000 €.

## Organismi
Tra le agenzie a disposizione del ministero ci sono l'Agenzia dei trasporti finlandese, Trafi, FICORA e l'Istituto meteorologico finlandese (FMI). Il ministero è responsabile di diverse società statali; la più notevole è la società di radiodiffusione pubblica nazionale, Yleisradio.